# Mixto Esporte Clube
El Mixto Esporte Clube es un club de fútbol brasileño de la ciudad de Cuiabá. Fue fundado en 1934 y juega en el Campeonato Matogrossense.

## Entrenadores
- Odil Soares (abril de 2022–2022)[6]
- Wilson Júnior (noviembre de 2022–presente)[3]

## Palmarés

### Torneos estatales
- Campeonato Matogrossense (24): 1943, 1945, 1948, 1949, 1951, 1952, 1953, 1954, 1959, 1961, 1962, 1965, 1969, 1970,1979, 1980, 1981, 1982, 1984, 1988, 1989, 1996, 2008
- Campeonato Matogrossense de Segunda División (2): 2009, 2022
- Copa FMF (3): 2012, 2018, 2023